# گلون‌آباد (بیرجند)
گلون‌آباد روستایی است در دهستان القورات از توابع بخش مرکزی شهرستان بیرجند، واقع در استان خراسان جنوبی که بر پایه سرشماری عمومی نفوس و مسکن در سال ۱۳۹۵ جمعیت این روستا ۱۲۶ نفر (در ۵۶ خانوار) بوده‌است.